# درج الغيل (مناخة)

تعديل مصدري - تعديل

درج الغيل هي إحدى قرى عزلة بني خطاب بمديرية مناخة التابعة لمحافظة صنعاء، بلغ تعداد سكانها 86 نسمة حسب تعداد اليمن لعام 2004.